# Hølen
Hølen este o localitate din comuna Vestby, provincia Akershus, Norvegia, cu o suprafață de 0,56 km² și o populație de 667 locuitori (2013).